# Treize-Vents
Treize-Vents is een gemeente in het Franse departement Vendée (regio Pays de la Loire) en telt 955 inwoners (2004). De plaats maakt deel uit van het arrondissement La Roche-sur-Yon.

## Geografie
De oppervlakte van Treize-Vents bedraagt 19,0 km², de bevolkingsdichtheid is 50,3 inwoners per km².
De onderstaande kaart toont de ligging van Treize-Vents met de belangrijkste infrastructuur en aangrenzende gemeenten.

## Demografie
Onderstaande figuur toont het verloop van het inwonertal (bron: INSEE-tellingen).

1. ↑  Populations de référence 2022.